# Botryllophilus brevipes
Botryllophilus brevipes är en kräftdjursart som först beskrevs av Georg Ossian Sars 1921.  Botryllophilus brevipes ingår i släktet Botryllophilus och familjen Ascidicolidae. Inga underarter finns listade i Catalogue of Life.